# Programma Tiangong
Il Programma Tiangong (中国空间站) è un programma di stazioni spaziali cinese, raggiunta la terza generazione, paragonabile a Mir. Questo programma è indipendente e non connesso a nessun altro paese attivo nello spazio. Il programma è iniziato nel 1992 come Progetto 921-2. A partire da gennaio 2013, la Cina ha portato avanti un ampio programma di costruzione multifase volto a realizzare una grande stazione spaziale.
La Cina ha lanciato il suo primo laboratorio spaziale, Tiangong 1, nel settembre 2011. Dopo di essa, nel settembre 2016 è stato lanciato un laboratorio spaziale più avanzato completo di nave cargo, chiamato Tiangong 2. Il progetto mira ad avere una grande stazione orbitale, che consista in un modulo centrale da 20 tonnellate, 2 moduli di ricerca più piccoli e mezzi di trasporto merci. Potrà ospitare tre astronauti in missioni a lungo termine  e dovrebbe essere completato negli anni 2020, quando si prevede che cessi le operazioni la Stazione spaziale internazionale, ma da allora è scivolata al 2022.. Il modulo centrale, il Tianhe (armonia dell'universo) è stato lanciato il 29 aprile 2021, segnando l'inizio dello sviluppo del programma spaziale Tiangong.
Il progetto è mirato a realizzare la Stazione spaziale Tiangong, di un modulo centrale di 22,6 tonnellate e un settore di trasporto cargo, con altri due moduli di ricerca maggiori con invio previsto nel 2022. Essa è progettata per permettere la permanenza a tre astronauti.

## Storia
Il Programma Tiangong iniziò nel 1992 per portare la Cina ad avere un programma di voli spaziali con equipaggio tutto suo. Autorizzata ufficialmente nel 1999, rese chiari i propri obiettivi, cioè di avere una stazione spaziale, oltre che poter mandare astronauti cinesi in orbita, per potersi mettere in competizione con la Stazione spaziale internazionale, che ai tempi era composta solo dal modulo russo Zarja e dal modulo americano Unity.
Il programma fu diviso in tre fasi nel 2001, per permettere di realizzare gli obiettivi a tappe:
- La fase 1, che consisteva nel portare il primo uomo di nazionalità cinese in orbita intorno alla Terra
- La fase 2, che consisteva nello spedire in orbita un laboratorio spaziale, abitato per brevi periodi e lasciato senza equipaggio per la maggior parte della sua missione
- La fase 3, che consisteva nello spedire in orbita un laboratorio spaziale più grande, ed abitato costantemente

La fase 1 del programma fu completata nel 2003 con il lancio della missione Shenzhou 5, portando Yang Liwei ad essere il primo astronauta cinese ad entrare in orbita. Per lo svolgimento della fase 2 inizialmente si era pensato di lanciare la missione senza equipaggio Shenzhou 8 ed in seguito lanciare la missione Shenzhou 9 con equipaggio e farla attraccare alla 8, formando una semplice stazione spaziale, come nel caso del tentato aggancio tra la Sojuz 3 con equipaggio e la Sojuz 2 nel 1968. Nel 2007 però si decise di creare un laboratorio indipendente dalla navetta Shenzhou e quindi nacque la Tiangong 1, un laboratorio di circa 8 tonnellate che sarebbe stato lanciato nel 2010, dotato di due porte d'attracco a cui si sarebbero agganciate la Shenzhou 9 e 10, facendole prendere il posto della Shenzhou 8. Nel 2008 i piani per la prima Tiangong cambiarono e fu deciso di dotarla di una sola porta d'attracco, dove si sarebbero alternate la Shenzhou 9 e la 10, ripristinando la Shenzhou 8 come missione con la navetta Shenzhou, e che sarebbe stata la prima missione verso la Tiangong 1, senza equipaggio, solo per testare i meccanismi di aggancio. La Tiangong 1 venne infine lanciata il 29 settembre 2011, e la Shenzhou 8 il 31 ottobre, portando a termine la missione senza problemi. Il 16 giugno del 2012 la Shenzhou 9 fu lanciata alla volta della Tiangong 1, ed arrivò il 18 giugno attraccando e portando le prime tre persone, Jing Haipeng, Liu Wang e Liu Yang, all'interno del laboratorio. Quasi un anno dopo, la missione Shenzhou 10 viene lanciata l'11 giugno 2013 e arriva alla stazione il 13, portando altre tre persone a visitare il laboratorio.
Nel marzo del 2016 l'Agenzia spaziale cinese comunica di aver perso il contatto radio della Tiangong 1 e che da qualche mese l'orbita del laboratorio si stava abbassando molto, quindi il laboratorio è destinato ad un rientro incontrollato nell'atmosfera. Nel settembre 2016 poi è stata lanciata la stazione Tiangong 2, del peso di 8 t; anch'essa non destinata ad essere costantemente abitata.

## Caratteristiche
Il programma comincia con i lanci di 3 stazioni spaziali di prova e per i primi studi (in seguito ridotte a 2).

### Tiangong 1

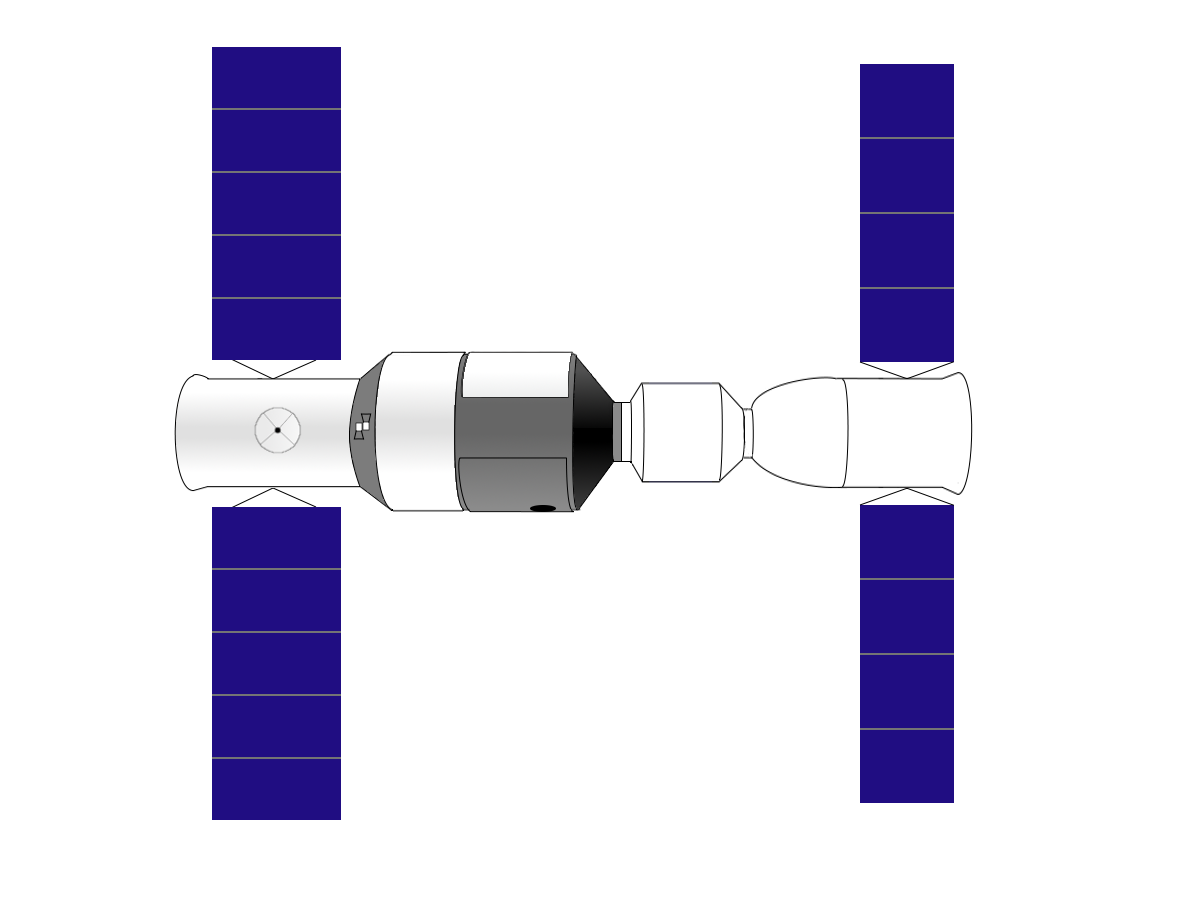
Schema della stazione spaziale Tiangong 1

La prima stazione è stata la Tiangong 1, costituita da un modulo Shenzhou con a bordo l'equipaggio, attraccato al modulo scientifico, simile al Tianzhou. La sua lunghezza è di 10,5 m, il diametro è di 3,4 m, con una massa di 8 000 kg. Lanciato il 29 settembre 2011, era destinato a soggiorni brevi di un equipaggio di tre persone. Nel 2016 si sono persi i contatti con la stazione ed è precipitata nell'atmosfera il 2 Aprile del 2018.

### Tiangong 2

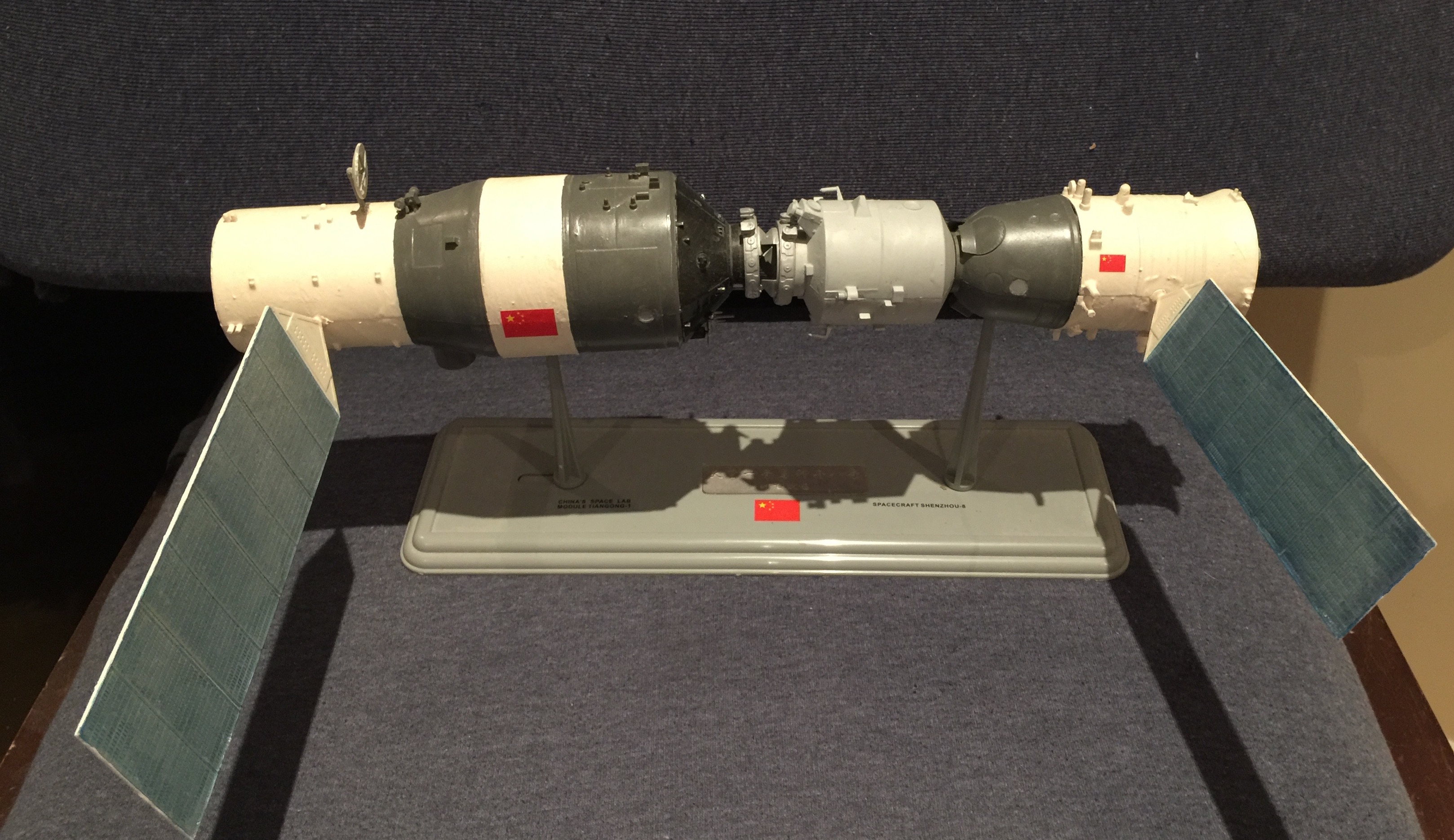
Modello della stazione Tangong 2

A precedere la stazione modulare sono le Tiangong 2 e 3, con una lunghezza di 14,4 m, un diametro di 4,2 m e del peso fino a 20 000 kg. La 2 fornirebbe supporto vitale per un equipaggio di 2 per 20 giorni, e la 3 per un equipaggio di 3 per 40 giorni. Tuttavia, tutti gli obiettivi di queste due stazioni furono successivamente riuniti in un unico progetto, e le dimensioni ridotte a meno di 10 000 kg. Il laboratorio spaziale Tiangong-2 risultante è stato lanciato il 15 settembre 2016.

### Stazione Spaziale Grande

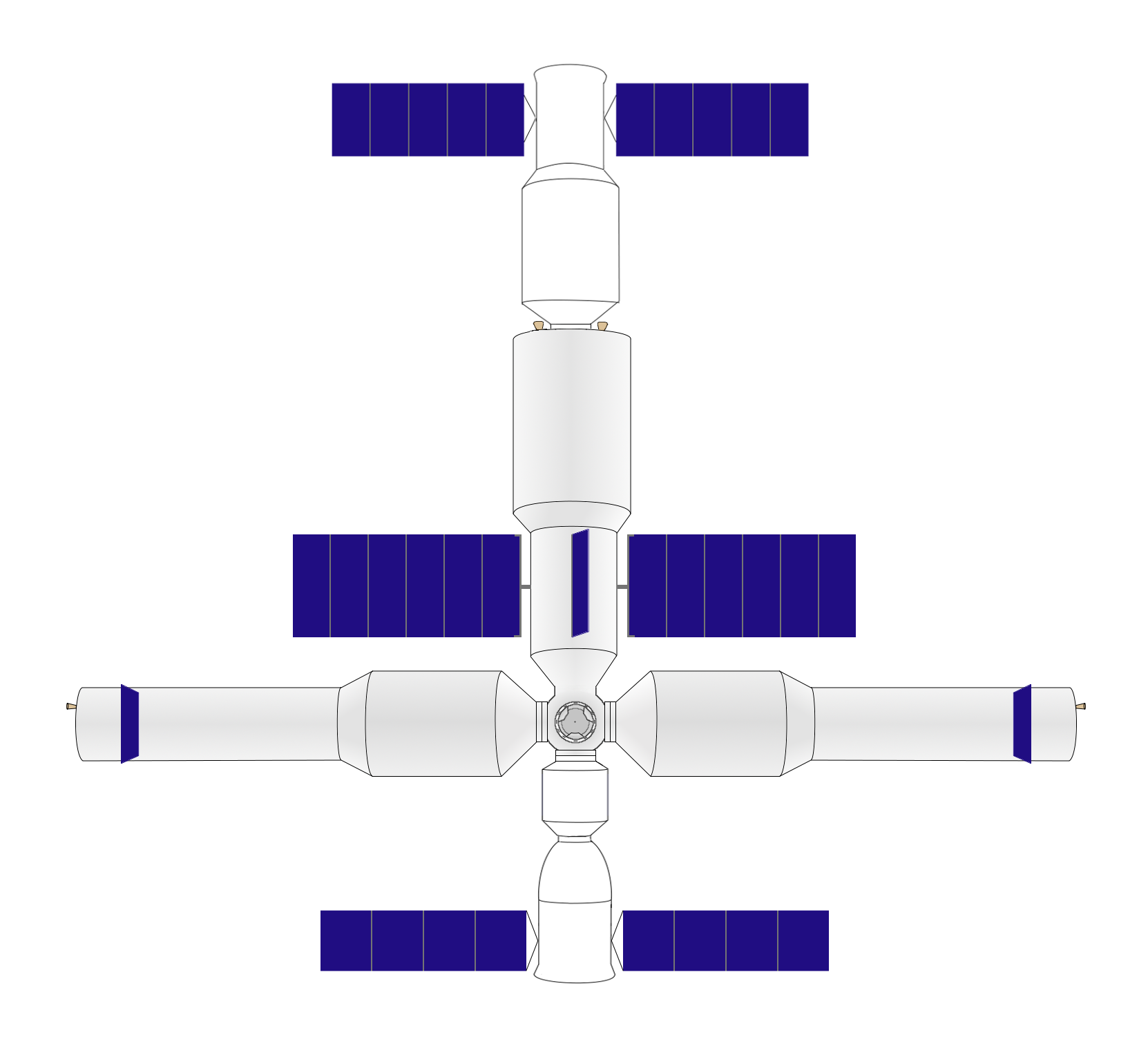
Schema della stazione

La Cina prevede di costruire la terza stazione spaziale multi-modulo della storia, dopo la Mir e la ISS. I componenti separati precedenti saranno integrati in una stazione spaziale:
- Core Cabin Module - basato sulla "stazione spaziale" Tiangong-3 e analogo al modulo Mir Core. Il modulo di base lungo 18,1 m, con un diametro massimo di 4,2 m e un peso di lancio da 20 a 22 t, verrà lanciato per primo.[12]
- Modulo di cabina laboratorio I e II - basati sul laboratorio spaziale Tiangong-2. Ogni modulo laboratorio è lungo 14,4 m, con lo stesso diametro massimo e peso di lancio del modulo principale.[12]
- Shenzhou - nave con equipaggio
- Tianzhou ("Veliero celeste") - un veicolo spaziale da carico basato sulla Tiangong-1 che avrà un diametro massimo di 3,35 m e un peso di lancio inferiore a 13 t, destinate al trasporto di forniture ed esperimenti alla stazione spaziale. L'imbarcazione avrà tre versioni: pressurizzata, non pressurizzata e semi pressurizzata. È progettato per essere lanciato sul nuovo razzo Lunga Marcia 7. È stato annunciato che Tianzhou è pronta per il suo lancio inaugurale nel 2017.[13][14]

La stazione più grande sarà assemblata nel 2020-2022 e avrà una durata di progettazione di dieci anni. Il complesso pesa circa 60 000 kg e supporterà tre astronauti a lungo termine.

## Collaborazioni internazionali
Dopo il successo del lancio spaziale con equipaggio cinese, un funzionario cinese ha espresso interesse ad aderire al programma International Space Station. Nel 2010, il direttore generale dell'ESA Jean-Jacques Dordain ha dichiarato che la sua agenzia era pronta a proporre agli altri 4 partner di invitare Cina, India e Corea del Sud a partecipare al partenariato ISS. La Cina ha indicato la volontà di cooperare ulteriormente con altri paesi sull'esplorazione umana.
Nel 2011 è stata esaminata una cooperazione nel campo delle missioni con equipaggio tra il CMSEO e l'Agenzia Spaziale Italiana; è stata discussa la partecipazione allo sviluppo delle stazioni spaziali con equipaggio in Cina e la cooperazione con la Cina in settori come il volo degli astronauti e la ricerca scientifica Durante l'incontro sono state discusse anche le aree potenziali e le vie per la futura cooperazione nei campi dello sviluppo della stazione spaziale con equipaggio, medicina spaziale e scienze spaziali.
Il 22 febbraio 2017, l'Agenzia spaziale cinese (CMSA) e l'Agenzia spaziale italiana (ASI) hanno firmato un accordo per cooperare alle attività di volo spaziale umano a lungo termine Le conseguenze di questo accordo potrebbero essere importanti, considerando, da un lato, la posizione di leadership che l'Italia ha raggiunto nel campo aerospaziale per quanto riguarda la costruzione e lo sfruttamento della Stazione Spaziale Internazionale (Nodo 2, Nodo 3, Columbus, Cupola, MPLG, PMM ecc.) e, d'altra parte, l'importante programma di volo spaziale umano che la Cina sta sviluppando, in particolare con la creazione della Stazione Spaziale Grande.